# Смоллетт, Джерни
Дже́рни Диа́на Смо́ллетт (англ. Jurnee Diana Smollett, род. 1 октября 1986) — американская актриса.

## Ранние годы
Джерни Диана Смолетт родилась в Нью-Йорке, в семье Джанет Смолетт (урождённой Харрис) и Джоэля Смолетта (1956—2015). Её мать — афроамериканка, а отец был евреем, чья семья эмигрировала из России и Польши. Смолетт росла вместе с сестрой, Джаз, и четырьмя братьями, Джусси, ДжоДжо, Джейком и Джоко.

## Карьера
В пятилетнем возрасте Смолетт дебютировала на телевидении, а затем получила второстепенную роль в афро-ситкоме ABC «Тусоваться с мистером Купером». В 1994 году она получила свою первую регулярную роль на телевидении, в другом ситкоме ABC «На моей площади», где снималась со своими братьями и сестрой. Шоу было закрыто после одного сезона. В 1996 году она появилась в кинофильме «Джек», а также показала драматические способности, играя дочь убитого правозащитника в эпизоде сериала ABC «Полиция Нью-Йорка».
Прорывом в карьере Смоллетт стала главная роль в независимом кинофильме 1997 года «Пристанище Евы», которая принесла ей похвалу от критиков и премию Национальной ассоциации кинокритиков и ряд других премий. Осенью следующего года она присоединилась к ситкому CBS «Косби», который покинула несколько месяцев спустя.
Первую половину 2000-х Смоллетт провела играя эпизодические роли в сериалах «Скорая помощь», «Сильное лекарство», «Доктор Хаус» и «Анатомия страсти». Также она играла роли второго плана в фильмах «Роллеры», «Второй шанс» и «Большие спорщики». К концу десятилетия Смоллетт снялась в двух финальных сезонах сериала NBC «Огни ночной пятницы» (2009—2011). В сезоне 2010—2011 она имела регулярную роль второго плана в недолго просуществовавшем сериале CBS «Фишки. Деньги. Адвокаты». В 2013 году она сыграла главную роль в фильме Тайлера Перри «Семейный консультант», который несмотря на негативные отзывы от критиков собрал более пятидесяти миллионов долларов в прокате. Вскоре после этого она присоединилась в регулярной роли к сериалу HBO «Настоящая кровь». В 2013 году у неё также была второстепенная роль в пятом сезоне сериала NBC «Родители».
В начале 2015 года Смоллетт была желанной актрисой на ведущие роли в пилотном сезоне широковещательного телевидения. Смоллетт в итоге предпочла исполнять ведущую женскую роль в сериале кабельного канала WGN America «Подземный путь», рассказывающем о побеге рабов с одной из плантаций в штате Джорджия.

## Личная жизнь
В 2010 году Смолетт вышла замуж за музыканта Джоссайю Белла. В 2016 году у них родился сын, Хантер Зайон Белл (род. 2016). В марте 2020 года Смолетт подала на развод.
Смоллетт участвовала в предвыборной агитации за Барака Обаму в ходе избирательной кампании 2008 года.

## Фильмография

### Фильмы
| Год  | Название на русском     | Название на английском                                               | Роль                        | Примечания |
| ---- | ----------------------- | -------------------------------------------------------------------- | --------------------------- | --- |
| 1996 | Джек                    | Jack                                                                 | Фиби                        | |
| 1997 | Пристанище Евы          | Eve’s Bayou                                                          | Ева Батист                  | Премия Национального общества кинокритиков за лучший дебют San Diego Film Critics Society Award за лучшую женскую роль второго плана Номинация — Премия ассоциации кинокритиков Чикаго самой многообещающей актрисе Номинация — NAACP Image Award лучшей молодой актрисе Номинация — Премия «Молодой актёр» за лучшую женскую роль в кинофильме Номинация — YoungStar Award за лучшую женскую роль в кинофильме |
| 1999 | Сельма, Господь, Сельма | Selma, Lord, Selma                                                   | Шианн Уэбб                  | Телевизионный фильм Номинация — Black Reel Award за лучшую женскую роль второго плана на телевидении |
| 2000 | Красавчик Джо           | Beautiful Joe                                                        | Вивьен                      | |
| 2001 | Ресторанчик Руби        | Ruby’s Bucket of Blood                                               | Эмиральд Делакруа           | Телевизионный фильм Номинация — Black Reel Award за лучшую женскую роль второго плана на телевидении |
| 2005 | Роллеры                 | Roll Bounce                                                          | Тори                        | |
| 2006 | Второй шанс             | Gridiron Gang                                                        | Даниэлла Ролинс             | |
| 2007 | Большие спорщики        | The Great Debaters                                                   | Саманта Бук                 | NAACP Image Award за лучшую женскую роль Номинация — Teen Choice Award за лучший прорыв года |
| 2013 | Семейный консультант    | Temptation: Confessions of a Marriage Counselor                      | Джудит                      | |
| 2015 | Каменные кулаки         | Hands of Stone                                                       | Хуанита Леонард             | |
| 2020 | Хищные птицы            | Birds of Prey (And the Fantabulous Emancipation of One Harley Quinn) | Дина Лэн / Чёрная Канарейка | |
| 2022 | Спайдерхед              | Spiderhead                                                           | Лиззи                       | |
| 2022 | Лу                      | Lou                                                                  | Ханна Доусон                | |
| 2023 | Погребение              | The Burial                                                           | Мэйм Даунс                  | |
| 2024 | Орден                   | The Order                                                            |                             | |

### Телевидение
| Год       | Название на русском           | Название на английском  | Роль                | Примечания |  |
| --------- | ----------------------------- | ----------------------- | ------------------- | --- |  |
| 1991      | В воскресенье в Париже        | Sunday in Paris         | Элисон Чейз         | Пилот |  |
| 1992      | Всю ночь                      | Out All Night           | Лакита              | Эпизод: «The Kid» |  |
| 1992      | Тусоваться с мистером Купером | Hangin' with Mr. Cooper | Дениз Фрейзер       | 4 эпизода |  |
| 1992      | Мартин                        | Martin                  | Маленькая девочка   | Эпизод: « I Saw Gina Kissing Santa Claus»                                                                                      |  |
| 1992-1994 | Полный дом                    | Full House              | Дениз Фрейзер       | 13 эпизодов |  |
| 1994—1995 | На моей площади               | On Our Own              | Джорди Джеррико     | Регулярная роль, 20 эпизодов Номинация — Премия «Молодой актёр» за лучшую женскую роль до десяти лет на телевидении (1995)     |  |
| 1996      | Полиция Нью-Йорка             | NYPD Blue               | Ханна               | Эпизод: «Where’s 'Swaldo» |  |
| 1998—1999 | Косби                         | Cosby                   | Джерни              | Регулярная роль, 8 эпизодов |  |
| 2002      | Сильное лекарство             | Strong Medicine         | Руби                | Эпизод: «Positive» |  |
| 2002      | Скорая помощь                 | ER                      | Роми                | Эпизод: «Next of Kin» |  |
| 2003      |                               | Wanda at Large          | Холли Хокинс        | Регулярная роль, 6 эпизодов |  |
| 2006      | Доктор Хаус                   | House                   | Трейси              | Эпизод «Fools for Love» |  |
| 2008      | Анатомия страсти              | Grey’s Anatomy          | Бет Монро           | Эпизоды: «Freedom: Part 1» и «Freedom: Part 2»                                                                                 |  |
| 2009—2011 | Огни ночной пятницы           | Friday Night Lights     | Джесс Мерривир      | Регулярная роль, 26 эпизодов Номинация — NAACP Image Award за лучшую женскую роль второго плана в драматическом сериале (2010) |  |
| 2010—2011 | Фишки. Деньги. Адвокаты       | The Defenders           | Лиза Тайлер         | Регулярная роль, 18 эпизодов                                                                                                   |  |
| 2012      | Плохие девчонки               | Bad Girls               | Гвен Дельфино       | Пилот |  |
| 2012—2013 | Доктор мафии                  | The Mob Doctor          | Трейси Кулидж       | Эпизоды: «Change of Heart» и «Resurrection»                                                                                    |  |
| 2013      | Не навреди                    | Do No Harm              | Эбби Янг            | Эпизоды: «Don’t Answer the Phone» и «A Stand-In»                                                                               |  |
| 2013—2014 | Настоящая кровь               | True Blood              | Николь Райт         | Регулярная роль, 17 эпизодов                                                                                                   |  |
| 2013      | Родители                      | Parenthood              | Хизер Холл          | 7 эпизодов |  |
| 2016      | Подземный путь                | Underground             | Розали              | Регулярная роль |  |
| 2016—2017 | Сумеречная зона               | The Twilight Zone       | Жасмин Деланси      | Эпизод: Овации |  |
| 2020      | Страна Лавкрафта              | Lovecraft Country       | Летиша «Лети» Льюис | Регулярная роль |  |